# Urolais epichlorus
Urolais epichlorus е вид птица от семейство Cisticolidae, единствен представител на род Urolais.

## Разпространение
Видът е разпространен в Екваториална Гвинея, Камерун и Нигерия.